# Dekanat Bielsko
Dekanat Bielsko – historyczny dekanat diecezji wrocławskiej i katowickiej Kościoła łacińskiego powstały w 1654.

## Historia
Przed Reformacją obszar Śląska Cieszyńskiego (oprócz Bogumina) należał do jednego archiprezbiteratu (dekanatu) cieszyńskiego. Wzmożona akcja kontrreformacyjna rozpoczęła się w 1654, kiedy to specjalna komisja odebrała pozostałe w rękach ewangelików kościoły. Struktura kościelna wymagała odbudowy. Po odzyskaniu kościołów biskup wrocławski Karol Ferdynand Waza utworzył w Cieszynie komisariat biskupi. Komisarzem został Andrzej Scodonius, arcydziekan opolski i kustosz raciborski, który 15 października podzielił obszar komisariatu na dekanaty, a te na parafie. W ten sposób powstało 5 nowych archiprezbiteriatów (dekanatów) podległych komisariatowi, w tym m.in. w Bielsku. Początkowo dekanat posiadał jedynie 5 parafii: Bielsko, Czechowice, Ochaby, Rudzica, Grodziec oraz nieobsadzoną parafię w Międzyrzeczu. Według schematyzmu diecezji wrocławskiej z 1748 r. dekanat bielski posiadał nadal jedynie 5 parafii.
W 1769 powstał nowy dekanat skoczowski, który przejął parafię w Grodźcu, a w 1788 r. tę w Ochabach. W 1770 do zarządzania dekanatami i parafiami pozostałymi po wojnach śląskich w monarchii Habsburgów powołano Wikariat generalny austriackiej części diecezji wrocławskiej.
Według schematyzmów kościelnych z 1847 i 1848 na dekanat Bielsko składało się 8 parafii (lub lokalii): Bielsko (z kościołem cmentarnym i filiami w Starym Bielsku, Kamienicy oraz kaplicą na zamku), Czechowice (z kaplicą w Dziedzicach), Ligota (lokalia), Jaworze (lokalia), Jasienica (lokalia), Międzyrzecze (z filią w Mazańcowicach), Rudzica i Zabrzeg. Poza parafiami w Czechowicach, Dziedzicach i Ligocie wśród mieszkańców przeważali ewangelicy.
W 1919 dekanat posiadał 12 parafii: Bielsko, Bronów, Czechowice, Dziedzice, Jasienica, Jaworze, Kamienica, Ligota, Mazańcowice, Międzyrzecze, Rudzica i Zabrzeg. W 1925 roku utworzono nową diecezję katowicką, w skład której weszły parafie dekanatu bielskiego. Według schematyzmu diecezji katowickiej z 1927 dekanat bielski nadal składał się z powyższych 12 parafii, jak również w 1938.
W 1951 roku połączono miasta Bielsko i Białą w jeden organizm miejski. Z czasem z dekanatu bielskiego wydzielono czechowicki a go samego podzielono na dwa: Bielsko-Biała centrum i Bielsko-Biała zachód, które 25 marca 1992 na mocy bulli papieża Jana Pawła II Totus Tuus Poloniae populus weszły w skład nowo utworzonej diecezji bielsko-żywieckiej a dekanaty w mieście Bielsko-Biała uległy reorganizacji, tworząc obecnie 4: Bielsko-Biała I – Centrum, Bielsko-Biała II – Stare Bielsko, Bielsko-Biała III – Wschód, Bielsko-Biała IV – Zachód.